# إيان بيترز
إيان بيترز (بالإنجليزية: Ian Peters)‏ هو سياسي نيوزلندي، ولد في 1941. حزبياً، نشط في الحزب الوطني في نيوزيلندا. وقد انتخب عضو مجلس النواب النيوزيلندي.